# 三木実
三木 実は、日本のドキュメンタリー映画監督。

## 作品
- 記録・授業「開国」（1978年）
- ラマ教の高地にて インド・ラダッタの旅（1979年）
- 沙の村 インド・タール沙漠の詩（1981年）
- 日曜日の子供たち（1981年）